# レッド・サイレン
『レッド・サイレン』（原題: La Sirène rouge）は、2002年のフランスの映画。1993年に発売されたモーリス・G・ダンテックの同名小説を原作としている。

## あらすじ
ヒューゴーは裕福な家庭に育ちながら傭兵組織『自由の鐘』の一員としてボスニア・ヘルツェゴビナ紛争に参加するが、戦闘中に非武装の子供を撃ち殺して以来仕事からは遠ざかるようになっていた。
アニータ警部補の前に、アリスという少女が現れる。アリスは政界と太いパイプを持ち、武器売買や傭兵とのコネクションを持つエバという女の娘であり、アリスの手にはエバの下で働いていたメイドが惨殺されるというDVDが渡される。アリスは警察に保護されるが、エバに引き渡されることを恐れた彼女は逃亡。待ち構えていたエバの手下との逃走劇の果てに、たまたま隠れた車の持ち主であるヒューゴーに助けられることになる。
ヒューゴーは死んだとされていた彼女の父親のいるポルトガルへと向かうが、エバは既にボント大佐率いる傭兵部隊をポルトガルに送っていた。

## キャスト
役名、俳優、日本語吹替。
- ヒューゴー - ジャン＝マルク・バール（大塚芳忠）
- アニータ警部補 - アーシア・アルジェント（深見梨加）
- エバ - フランシス・バーバー（塩田朋子）
- アリス - アレクサンドラ・ネグラオ（朴璐美）
- ケスラー - アンドリュー・ティアナン（星野充昭）
- オリベイラ - エドゥアルド・モントート（荒川太朗）
- ヴィターリ - ヴァーノン・ドブチェフ（麦人）
- トラヴィス - ヨハン・レイゼン（フランス語版）（有本欽隆）
- ルーカス - ジャン＝クリストフ・ブヴェ（フランス語版）
- ボンド大佐 - カルロ・ブラント（フランス語版）（藤本譲）
- ソルヴァン - フランソワ・レヴァンタル